# Opius johannis
Opius johannis är en stekelart som beskrevs av Fischer 1968. Opius johannis ingår i släktet Opius och familjen bracksteklar. Inga underarter finns listade i Catalogue of Life.